# Aerangis calantha
Aerangis calantha är en orkidéart som först beskrevs och senare fick sitt nu gällande namn av Rudolf Schlechter. 
Aerangis calantha ingår i släktet Aerangis och familjen orkidéer. Inga underarter finns listade i Catalogue of Life.